# Гдерот
Региональный совет Гдерот (ивр. מועצה אזורית גדרות‎) — региональный совет в центральном округе Израиля. Расположен между Ашдодом, Явне и Гедерой, и занимает площадь в 13 000 дунамов. Основан в 1953 году.
Граничит с региональным советом Бреннер на севере, Хевель Явне на западе, Беэр-Тувья и Ган-Явне на юге и городом Гедера на востоке.

## Население
По статистическим данным Центрального статистического бюро Израиля население регионального совета на 2024 год составляет 5 194 человек.

## Список населенных пунктов
Совет охватывает шесть мошавов и одно общинное поселение:
- Асерет (общинное поселение)
- Ган-ха-Даром (мошав)
- Кфар-Авив (мошав)
- Кфар-Мордехай (мошав)
- Мейшар (мошав)
- Мисгав-Дов (мошав)
- Шдема (мошав)